# Volmerdingsen
Volmerdingsen är en stadsdel i staden Bad Oeynhausen i  det tyska distriktet (Landkreis) Minden-Lübbecke i förbundslandet Nordrhein-Westfalen. Volmerdingsen ligger i norra delen av staden Bad Oeynhausen och nämns för första gången 1089. 
I samband med den kommunala omorganisationen som trädde i kraft den 1 januari 1973 uppgick den tidigare oberoende kommunen Volmerdingsen i Bad Oeynhausen.
Volmerdingsen får mycket av sin karaktär från Wittekindshofs diakonala stiftelse norr om den gamla stadskärnan som grundades 1887. Med över 2500 anställda är stiftelsen den största arbetsgivaren i staden Bad Oeynhausen.

## Sevärdheter
I centrum av byn öster om den evangeliska kyrkan finns ett flyttblock av granit som väger cirka 40 ton med största omkrets av 10,70 meter. Blocket transporterades av glaciärer under den tidiga Saale-istiden till Volmerdingsen från södra Sverige.

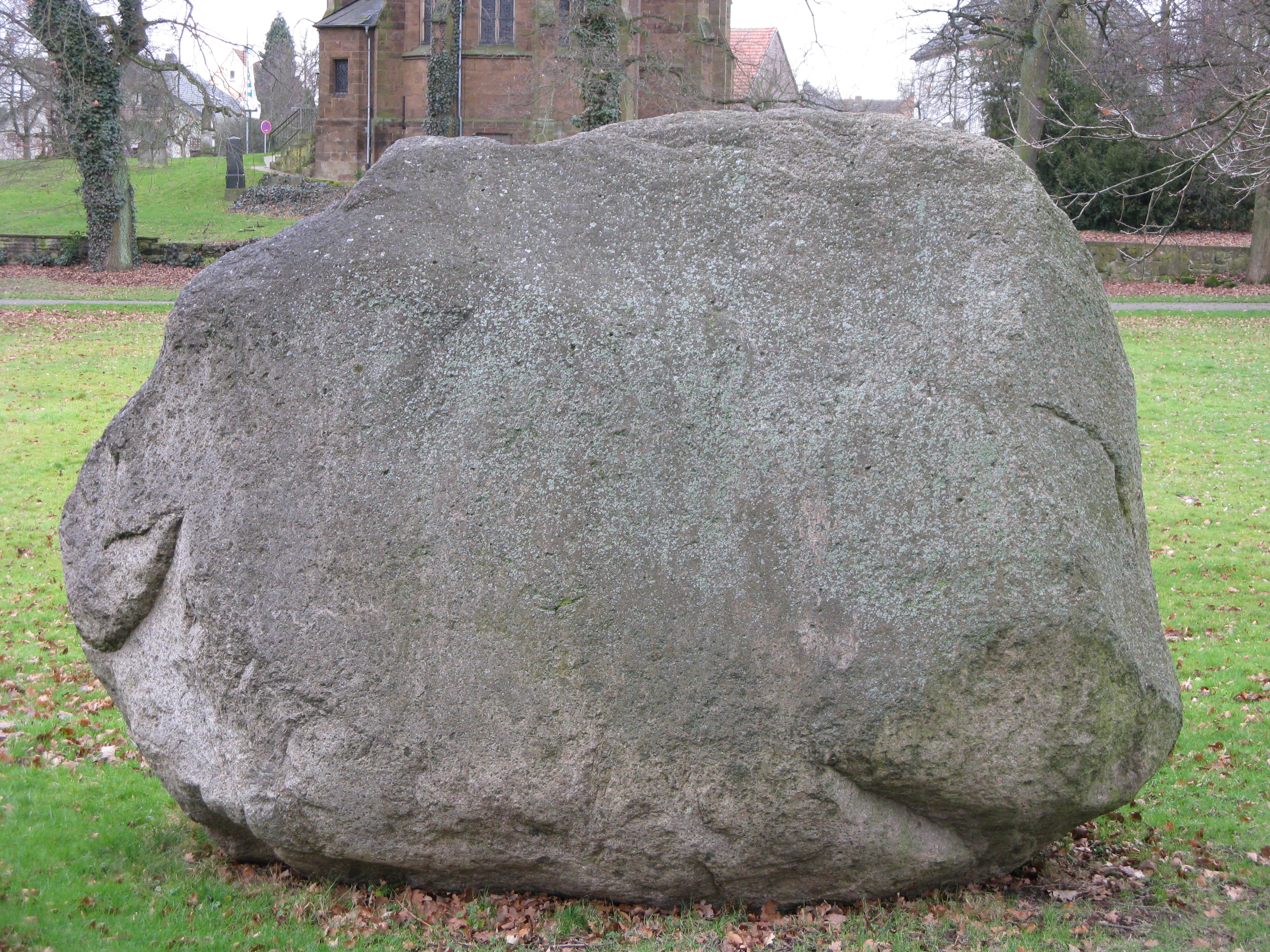
Flyttblock i